# Eublemma fulvitermina
Eublemma fulvitermina là một loài bướm đêm trong họ Erebidae.